# Leonid (Sołdatow)
Leonid, imię świeckie Stiepan Giennadjewicz Sołdatow (ur. 8 lipca 1984 w Ałapajewsku) – rosyjski biskup prawosławny.

## Życiorys
Pochodzi z rodziny robotniczej. Od jedenastego roku życia był ministrantem w cerkwi św. Katarzyny w Ałapajewsku, prowadzonej przez mnichów tworzonego wówczas w mieście męskiego monasteru. 
W 2009 r. ukończył Uralską Państwową Akademię Medyczną, w 2011 r. uzyskał specjalizację chirurga. Pracował jako lekarz w szpitalu miejskim w Ałapajewsku. W tym samym roku podjął zaocznie naukę w seminarium duchownym w Jekaterynburgu, które ukończył w 2016 r. Podczas nauki został 29 kwietnia 2012 r. postrzyżony na mnicha – ihumen Mojżesz (Piłats), namiestnik monasteru Świętych Nowomęczenników i Wyznawców Cerkwi Rosyjskiej w Ałapajewsku, nadał mu przy tym imię zakonne Leonid na cześć św. Leonida Korynckiego. W tym samym roku przyjął święcenia diakońskie, których udzielił mu 3 czerwca biskup kamieński i ałapajewski Sergiusz, w soborze Trójcy Świętej w Kamieńsku Uralskim. 15 lipca tego samego roku został wyświęcony na kapłana. W sierpniu 2012 r. został dziekanem męskiego monasteru w Ałapajewsku, natomiast od stycznia do maja 2013 r. pełnił obowiązki spowiednika mniszek monasteru Świętych Elżbiety i Barbary w Ałapajewsku. W 2014 r. był dziekanem dekanatu monasterów eparchii kamieńskiej, a następnie dziekanem dekanatu ałapajewskiego.
28 grudnia 2018 r. został nominowany na biskupa ałapajewskiego i irbickiego, pierwszego ordynariusza nowo utworzonej eparchii. 31 grudnia tego samego roku, w związku z uzyskaną nominacją, otrzymał godność archimandryty. Jego chirotonia biskupia odbyła się 6 stycznia 2019 r. w soborze Chrystusa Zbawiciela w Moskwie, pod przewodnictwem patriarchy moskiewskiego i całej Rusi Cyryla.
W 2020 r. został przeniesiony na katedrę argentyńską i południowoamerykańską.